# KY-41C
キッズケータイ KY-41C（ケイワイ ヨンイチ シー）は京セラが開発したNTTドコモの第3.9世代移動通信システム（Xi）端末。ドコモ キッズシリーズの一つである。

## 概要
キッズケータイの第8弾として発売されたSH-03M（シャープ製）の後継機種で、キッズケータイとしては約3年ぶりの新機種。シリーズ初の京セラ製端末となる。

## 特徴・機能
本端末ではキッズケータイで初となる+メッセージが搭載されているが、保護者が予め登録した連絡先のみでメッセージのやりとりやスタンプの送信などが可能なように一部機能制限が設けられている。また、保護者のスマートフォンに専用アプリ「ココツナ」をダウンロードすることで、遠隔操作によってキッズケータイのマナーモードを解除し、キッズケータイ側で操作を行わなくても自動的に通話状態となってスピーカーホンで会話も可能な着信自動応答も可能となった。SH-03Mの「おかえり通知」は専用アプリが不要となり、事前に帰宅予定の時間帯を設定しておくことで15分毎に自宅の無線LANルーターのアクセスポイントを検索してキッズケータイ保有者の在宅を保護者の端末に通知する「おうちだよ通知」として搭載され、事前設定をすることで帰宅のタイミングで手を洗うように促すメッセージを表示する「手あらい通知」も搭載された。
併せて、キッズケータイで初めて、アウト・イン共に500万画素のカメラが搭載され、撮った写真を待ち受け画面として設定したり、Bluetoothで送受信してシェアすることも可能である。マナーモードは時間帯や曜日によってオン・オフの設定が可能な自動マナーモードが搭載された。
SH-03M同様、防水（IP5X/IP8X）、防塵（IPX6）、アメリカ国防総省の納品用規格であるMIL規格（MIL-STD-810H）に準拠した耐衝撃性能を持ち、ディスプレイ面にはアクリルを採用。泡タイプのハンドソープやボディソープを使っての丸洗いに加え、アルコール除菌シートを用いてのふき取りが可能な耐薬品性も追加された。
ウェブサービスによるトラブルに巻き込まれるリスクを軽減させるため、+メッセージやカメラ機能以外は、通話・GPS・カレンダー/スケジュールに機能を絞り、歴代のキッズケータイ同様にブラウザ機能を持たないため、インターネットへのアクセス、SNSへの投稿、ゲームアプリの利用ができないようになっている。防犯ブザー機能（ブザー用ストラップを引くか、指でスライドスイッチを操作することで作動）やみまもりアラート（一定以上の距離が離れるとキッズケータイ・スマートフォン双方にメッセージと警告音を鳴らす機能）も搭載されている。
環境への配慮として、梱包材は紙のみ（プラスチック不使用）とし、個装箱は持続可能な森林活用・保全に配慮された紙と環境に優しいインクを用い、有害な廃液が発生しない印刷方式が採用されている。

## 歴史
- 2022年10月6日 - 2022-2023冬春モデルの1機種として開発を発表[3]。
- 2023年
  - 2月20日 - 発売日を発表[4]。
  - 2月24日 - 発売。

## アップデート
2023年5月8日のアップデート
- Android版「ココツナ」アプリにおける「遠隔操作（操作SMS送信）」機能に対応する（本機能を利用するにはAndroid版アプリも最新バージョンにアップデートする必要がある）
- ビルド番号が1.001DEから1.010DEへ変更される